# Matías Escobar
Matías Escobar (Rosario, 21 aprile 1982) è un ex calciatore argentino, di ruolo centrocampista.

## Carriera
Mediano, vanta circa 300 partite tra i professionisti, 8 nelle competizioni internazionali. Ha giocato tra Argentina, Turchia e Cipro.